# Campionatul European de Handbal Masculin din 2010
A 9-a ediție a Campionatului European de Handbal Masculin s-a desfășurat în Austria în perioada 19 ianuarie - 31 ianuarie 2010 în orașele Viena, Graz, Innsbruck, Linz și Wiener Neustadt.

## Calificări
Jocurile de calificare s-au jucat 2008 și 2009. Pentru prima dată, pentru calificare joacă toate echipele, cu excepția țării gazdă Austria și a campioanei Danemarca. Echipele au fost divizate în 7 grupe și s-au calificat primele două situate din fiecare grupă.

## Locații
5 orașele austriece au fost selectate pentru a găzdui Campionatul European de handbal masculin 2010. Locatiile din Linz, Graz și Wiener Neustadt au fost utilizate numai în timpul tur preliminar. Al patrulea loc pentru a fi utilizat în această rundă a fost situat în Innsbruck, și a fost, de asemenea, una dintre cele două locuri din runda principală. Altă arenă Wiener Stadthalle din Viena, a fost singurul loc pentru a fi utilizat în runda finală.
|                                         | Linz                                  | Viena                                 | Wiener Neustadt                 |
| Intersport Arena Capacity: 6,000        | Wiener Stadthalle Capacity: 11,000    | Arena Nova Capacity: 5,000            |                                 |
|                                         |                                       |                                       |                                 |
| Innsbruck                               | VienaInnsbruckLinzGrazWiener Neustadt | VienaInnsbruckLinzGrazWiener Neustadt | Graz                            |
| Olympiaworld Innsbruck Capacity: 10,000 | VienaInnsbruckLinzGrazWiener Neustadt | VienaInnsbruckLinzGrazWiener Neustadt | Stadthalle Graz Capacity: 5,000 |
|                                         | VienaInnsbruckLinzGrazWiener Neustadt | VienaInnsbruckLinzGrazWiener Neustadt |                                 |

## Calificări
Meciurile de calificare s-au jucat în 2008 și în 2009. Pentru prima dată, în runda de calificare toate echipele sunt incluse, cu excepția țării gazde Austria și apărarea campion Danemarca. Echipele au fost împărțite în 7 grupe și primele două echipe din fiecare grupă calificate la Campionatul European.

### Echipele calificate
| Țara      | Calificat ca      | Data de calificare a fost asigurată | Apariții anterioare în turneu1                     |
| --------- | ----------------- | ----------------------------------- | -------------------------------------------------- |
| Austria   | Gazdă             | 5 mai 2006                          | 0 (debut)                                          |
| Danemarca | 2008 EC winner    | 27 ianuarie 2008                    | 7 (1994, 1996, 2000, 2002, 2004, 2006, 2008)       |
| Suedia    | Group 1 winner    | 11 iunie 2009                       | 7 (1994, 1996, 1998, 2000, 2002, 2004, 2008)       |
| Polonia   | Group 1 runner-up | 20 iunie 2009                       | 4 (2002, 2004, 2006, 2008)                         |
| Rusia     | Group 2 winner    | 18 iunie 2009                       | 8 (1994, 1996, 1998, 2000, 2002, 2004, 2006, 2008) |
| Serbia    | Group 2 runner-up | 18 iunie 2009                       | 0 (debut)                                          |
| Islanda   | Group 3 winner    | 17 iunie 2009                       | 5 (2000, 2002, 2004, 2006, 2008)                   |
| Norvegia  | Group 3 runner-up | 17 iunie 2009                       | 3 (2000, 2006, 2008)                               |
| Croația   | Group 4 winner    | 17 iunie 2009                       | 8 (1994, 1996, 1998, 2000, 2002, 2004, 2006, 2008) |
| Ungaria   | Group 4 runner-up | 21 iunie 2009                       | 6 (1994, 1996, 1998, 2004, 2006, 2008)             |
| Germania  | Group 5 winner    | 13 iunie 2009                       | 8 (1994, 1996, 1998, 2000, 2002, 2004, 2006, 2008) |
| Slovenia  | Group 5 runner-up | 21 iunie 2009                       | 7 (1994, 1996, 2000, 2002, 2004, 2006, 2008)       |
| Franța    | Group 6 winner    | 17 iunie 2009                       | 8 (1994, 1996, 1998, 2000, 2002, 2004, 2006, 2008) |
| Cehia     | Group 6 runner-up | 17 iunie 2009                       | 5 (1996, 1998, 2002, 2004, 2008)                   |
| Spania    | Group 7 winner    | 17 iunie 2009                       | 8 (1994, 1996, 1998, 2000, 2002, 2004, 2006, 2008) |
| Ucraina   | Group 7 runner-up | 18 iunie 2009                       | 4 (2000, 2002, 2004, 2006)                         |

1 Bold indicates champion for that year
| Urna 1                                                                      | Urna 2                              | Urna 3                                                                     | Urna 4                                |
| --------------------------------------------------------------------------- | ----------------------------------- | -------------------------------------------------------------------------- | ------------------------------------- |
| - Danemarca - Croația (assigned to A1) - Franța - Germania (assigned to C1) | - Suedia - Spania - Islanda - Rusia | - Austria (assigned to B3) - Norvegia - Polonia - Ungaria (assigned to D3) | - Slovenia - Cehia - Ucraina - Serbia |

## Grupa
| Grupa A - Croația - Norvegia - Rusia - Format:KR | Grupa B - Austria - Danemarca - Islanda - Serbia | Grupa C - Germania ' - Polonia - Slovenia - Suedia | Grupa D - Cehia - Franța - Ungaria - Spania |

## Runda Preliminară
În tabelele de mai jos:
- Tmj = Total meciuri jucate
- V = Total meciuri câștigate
- E = total meciuri egal
- Î = total meciuri pierdute
- GM = total goluri marcate
- GP = total goluri primite
- GDif = goluri diferență (GM−GP)
- Pct = total puncte acumulate

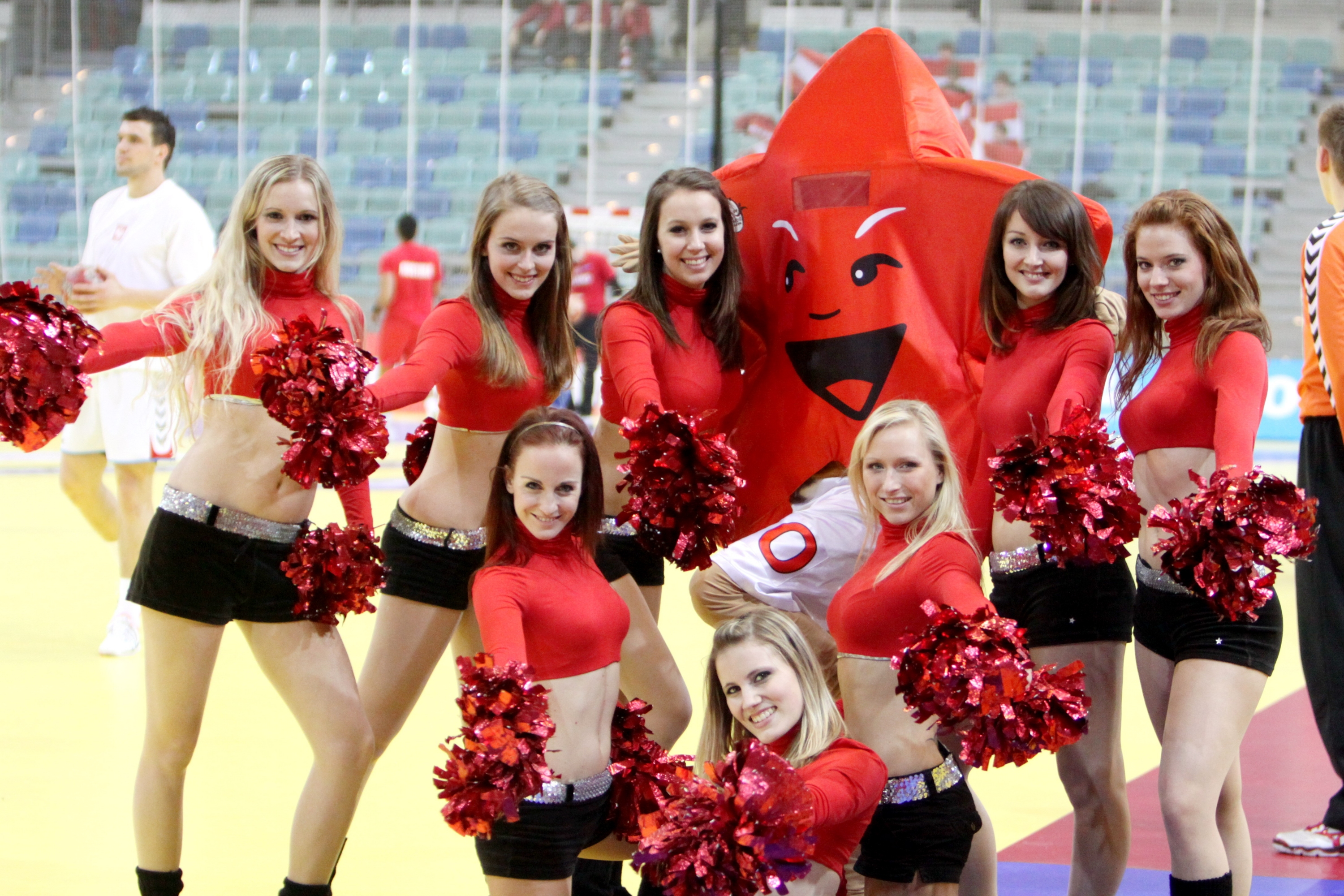
Cheerleaders and mascot of the Championship

Echipele plasate pe prima, a doua și a treia (umbrit în verde), calificate pentru runda principală.

### Grupa A
Locația: Stadthalle, Graz
| Echipa   | M | V | E | Î | GM | GP | G  | Pct |
| -------- | - | - | - | - | -- | -- | -- | --- |
| Croația  | 3 | 3 | 0 | 0 | 83 | 76 | +7 | 6   |
| Norvegia | 3 | 2 | 0 | 1 | 82 | 78 | +4 | 4   |
| Rusia    | 3 | 1 | 0 | 2 | 89 | 91 | −2 | 2   |
| Ucraina  | 3 | 0 | 0 | 3 | 87 | 96 | −9 | 0   |

All times are Central European Time (UTC+1)
| 19 ianuarie 18:10 | Rusia       | 37 – 33   | Ucraina              | Asistență: 3,000 Arbitri: Cacador, Nicolau |
| 19 ianuarie 18:10 | Igropulo 11 | (21 – 16) | Burka, Onufriyenko 9 | Asistență: 3,000 Arbitri: Cacador, Nicolau |
| 19 ianuarie 18:10 | 3×          | Report    | 4× 3×                | Asistență: 3,000 Arbitri: Cacador, Nicolau |

| 19 ianuarie 20:10 | Croația   | 25 – 23   | Norvegia  | Asistență: 4,000 Arbitri: Muro, Rodriguez |
| 19 ianuarie 20:10 | Vuković 7 | (11 – 10) | Tvedten 9 | Asistență: 4,000 Arbitri: Muro, Rodriguez |
| 19 ianuarie 20:10 | 5× 4×     | Report    | 6× 3×     | Asistență: 4,000 Arbitri: Muro, Rodriguez |

| 21 ianuarie 18:10 | Ucraina        | 25 – 28   | Croația | Asistență: 4,200 Arbitri: Canbro, Claesson |
| 21 ianuarie 18:10 | Onufriyenko 11 | (14 – 12) | Vori 6  | Asistență: 4,200 Arbitri: Canbro, Claesson |
| 21 ianuarie 18:10 | 4× 2×          | Report    | 4× 3×   | Asistență: 4,200 Arbitri: Canbro, Claesson |

| 21 ianuarie 20:10 | Norvegia   | 28 – 24   | Rusia                  | Asistență: 4,200 Arbitri: Lazaar, Reveret |
| 21 ianuarie 20:10 | Kjelling 8 | (16 – 13) | Kovalev, Rastvortsev 4 | Asistență: 4,200 Arbitri: Lazaar, Reveret |
| 21 ianuarie 20:10 | 5× 3×      | Report    | 4× 3×                  | Asistență: 4,200 Arbitri: Lazaar, Reveret |

| 23 ianuarie 18:10 | Croația | 30 – 28   | Rusia       | Asistență: 4,500 Arbitri: Methe, Methe |
| 23 ianuarie 18:10 | Čupić 8 | (17 – 16) | Igropulo 12 | Asistență: 4,500 Arbitri: Methe, Methe |
| 23 ianuarie 18:10 | 2× 3×   | Report    | 6× 3×       | Asistență: 4,500 Arbitri: Methe, Methe |

| 23 ianuarie 20:10 | Norvegia  | 31 – 29   | Ucraina | Asistență: 3,500 Arbitri: Cacador, Nicolau |
| 23 ianuarie 20:10 | Tvedten 8 | (14 – 16) | Burka 7 | Asistență: 3,500 Arbitri: Cacador, Nicolau |
| 23 ianuarie 20:10 | 4× 3×     | Report    | 7× 4×   | Asistență: 3,500 Arbitri: Cacador, Nicolau |

### Grupa B
Locația: Intersport Arena, Linz
| Echipa    | M | V | E | Î | GM  | GP  | G   | Pct |
| --------- | - | - | - | - | --- | --- | --- | --- |
| Islanda   | 3 | 1 | 2 | 0 | 93  | 88  | +5  | 4   |
| Danemarca | 3 | 2 | 0 | 1 | 83  | 79  | +4  | 4   |
| Austria   | 3 | 1 | 1 | 1 | 103 | 101 | +2  | 3   |
| Serbia    | 3 | 0 | 1 | 2 | 83  | 94  | −11 | 1   |

All times are Central European Time (UTC+1)
| 19 ianuarie 18:00 | Danemarca  | 33 – 29   | Austria | Asistență: 5,500 Arbitri: Lazaar, Reveret |
| 19 ianuarie 18:00 | Mogensen 7 | (17 – 15) | Ziura 7 | Asistență: 5,500 Arbitri: Lazaar, Reveret |
| 19 ianuarie 18:00 | 3×         | Report    | 3×      | Asistență: 5,500 Arbitri: Lazaar, Reveret |

| 19 ianuarie 20:15 | Islanda      | 29 – 29   | Serbia | Asistență: 5,000 Arbitri: Methe, Methe |
| 19 ianuarie 20:15 | Sigurðsson 9 | (15 – 11) | Ilić 7 | Asistență: 5,000 Arbitri: Methe, Methe |
| 19 ianuarie 20:15 | 5× 3×        | Report    | 6× 3×  | Asistență: 5,000 Arbitri: Methe, Methe |

| 21 ianuarie 18:00 | Austria     | 37 – 37   | Islanda   | Asistență: 6,000 Arbitri: Dinu, Din |
| 21 ianuarie 18:00 | Szilágyi 10 | (17 – 20) | Atlason 8 | Asistență: 6,000 Arbitri: Dinu, Din |
| 21 ianuarie 18:00 | 4× 3×       | Report    | 2× 3×     | Asistență: 6,000 Arbitri: Dinu, Din |

| 21 ianuarie 20:15 | Serbia                   | 23 – 28  | Danemarca        | Asistență: 6,000 Arbitri: Horacek, Novotny |
| 21 ianuarie 20:15 | Ilić, Stanković, Šešum 4 | (9 – 15) | Eggert Jensen 10 | Asistență: 6,000 Arbitri: Horacek, Novotny |
| 21 ianuarie 20:15 | 6× 3×                    | Report   | 3×               | Asistență: 6,000 Arbitri: Horacek, Novotny |

| 23 ianuarie 18:00 | Austria    | 37 – 31   | Serbia  | Asistență: 6,000 Arbitri: Muro, Rodriguez |
| 23 ianuarie 18:00 | Szilágyi 9 | (15 – 18) | Sesum 8 | Asistență: 6,000 Arbitri: Muro, Rodriguez |
| 23 ianuarie 18:00 | 6× 4× 1×   | Report    | 6× 3×   | Asistență: 6,000 Arbitri: Muro, Rodriguez |

| 23 ianuarie 20:15 | Danemarca      | 22 – 27   | Islanda      | Asistență: 5,500 Arbitri: Canbro, Claesson |
| 23 ianuarie 20:15 | Christiansen 5 | (13 – 15) | Sigurðsson 6 | Asistență: 5,500 Arbitri: Canbro, Claesson |
| 23 ianuarie 20:15 | 5× 4×          | Report    | 5× 3×        | Asistență: 5,500 Arbitri: Canbro, Claesson |

### Grupa C
Locația: Olympiaworld, Innsbruck
| Echipa   | M | V | E | Î | GM | GP | G  | Pct |
| -------- | - | - | - | - | -- | -- | -- | --- |
| Polonia  | 3 | 2 | 1 | 0 | 84 | 79 | +5 | 5   |
| Slovenia | 3 | 1 | 2 | 0 | 91 | 89 | +2 | 4   |
| Germania | 3 | 1 | 1 | 1 | 89 | 90 | −1 | 3   |
| Suedia   | 3 | 0 | 0 | 3 | 78 | 84 | −6 | 0   |

All times are Central European Time (UTC+1)
| 19 ianuarie 18:30 | Germania   | 25 − 27  | Polonia    | Asistență: 6,800 Arbitri: Olesen, Pedersen |
| 19 ianuarie 18:30 | Kaufmann 7 | (8 − 12) | Bielecki 6 | Asistență: 6,800 Arbitri: Olesen, Pedersen |
| 19 ianuarie 18:30 | 4× 2×      | Report   | 4× 3×      | Asistență: 6,800 Arbitri: Olesen, Pedersen |

| 19 ianuarie 20:30 | Suedia                             | 25 − 27  | Slovenia | Asistență: 4,800 Arbitri: Reisinger, Kaschütz |
| 19 ianuarie 20:30 | Källman, Karlsson, Ekberg, Doder 5 | (13 − 7) | Žvižej 8 | Asistență: 4,800 Arbitri: Reisinger, Kaschütz |
| 19 ianuarie 20:30 | 6× 2×                              | Report   | 6× 3×    | Asistență: 4,800 Arbitri: Reisinger, Kaschütz |

| 20 ianuarie 18:30 | Slovenia            | 34 − 34   | Germania     | Asistență: 7,200 Arbitri: Gousko, Repkin |
| 20 ianuarie 18:30 | Kavtičnik, Špiler 7 | (16 − 11) | Theuerkauf 7 | Asistență: 7,200 Arbitri: Gousko, Repkin |
| 20 ianuarie 18:30 | 5× 3×               | Report    | 2× 3×        | Asistență: 7,200 Arbitri: Gousko, Repkin |

| 20 ianuarie 20:30 | Polonia             | 27 − 24   | Suedia      | Asistență: 7,500 Arbitri: Nikolic, Stojkovic |
| 20 ianuarie 20:30 | Jurecki, Rosiński 6 | (15 − 14) | Andersson 4 | Asistență: 7,500 Arbitri: Nikolic, Stojkovic |
| 20 ianuarie 20:30 | 3× 2×               | Report    | 8× 3×       | Asistență: 7,500 Arbitri: Nikolic, Stojkovic |

| 22 ianuarie 18:15 | Germania   | 30 − 29   | Suedia      | Asistență: 8,200 Arbitri: Nikolic, Stojkovic |
| 22 ianuarie 18:15 | Glandorf 8 | (21 − 18) | Andersson 7 | Asistență: 8,200 Arbitri: Nikolic, Stojkovic |
| 22 ianuarie 18:15 | 4× 3× 1×   | Report    | 2×          | Asistență: 8,200 Arbitri: Nikolic, Stojkovic |

| 22 ianuarie 20:15 | Polonia    | 30 − 30   | Slovenia | Asistență: 7,500 Arbitri: Abrahamsen, Kristiansen |
| 22 ianuarie 20:15 | Lijewski 6 | (12 − 13) | Žvižej 9 | Asistență: 7,500 Arbitri: Abrahamsen, Kristiansen |
| 22 ianuarie 20:15 | 7× 4×      | Report    | 7× 3×    | Asistență: 7,500 Arbitri: Abrahamsen, Kristiansen |

### Grupa D
Locația: Arena Nova, Wiener Neustadt
| Echipa  | M | V | E | Î | GM | GP | G   | Pct |
| ------- | - | - | - | - | -- | -- | --- | --- |
| Spania  | 3 | 2 | 1 | 0 | 95 | 74 | +21 | 5   |
| Franța  | 3 | 1 | 2 | 0 | 74 | 73 | +1  | 4   |
| Cehia   | 3 | 1 | 0 | 2 | 78 | 84 | −6  | 2   |
| Ungaria | 3 | 0 | 1 | 2 | 80 | 96 | −16 | 1   |

All times are Central European Time (UTC+1)
| 19 ianuarie 18:15 | Spania    | 37 – 25   | Cehia   | Asistență: 2,800 Arbitri: Din, Dinu |
| 19 ianuarie 18:15 | Romero 14 | (17 – 10) | Jicha 8 | Asistență: 2,800 Arbitri: Din, Dinu |
| 19 ianuarie 18:15 | 6× 2×     | Report    | 6× 3×   | Asistență: 2,800 Arbitri: Din, Dinu |

| 19 ianuarie 20:15 | Franța      | 29 – 29   | Ungaria  | Asistență: 3,500 Arbitri: Nikolic, Stojkovic |
| 19 ianuarie 20:15 | Karabatić 7 | (16 – 16) | Ilyés 7  | Asistență: 3,500 Arbitri: Nikolic, Stojkovic |
| 19 ianuarie 20:15 | 3×          | Report    | 8× 3× 1× | Asistență: 3,500 Arbitri: Nikolic, Stojkovic |

| 20 ianuarie 18:15 | Cehia   | 20 – 21   | Franța            | Asistență: 3,800 Arbitri: Abrahamsen, Kristiansen |
| 20 ianuarie 18:15 | Jicha 6 | (10 – 16) | Abalo, Narcisse 4 | Asistență: 3,800 Arbitri: Abrahamsen, Kristiansen |
| 20 ianuarie 18:15 | 3×      | Report    | 1× 3×             | Asistență: 3,800 Arbitri: Abrahamsen, Kristiansen |

| 20 ianuarie 20:15 | Ungaria              | 25 – 34  | Spania                         | Asistență: 3,800 Arbitri: Reisinger, Kaschütz |
| 20 ianuarie 20:15 | Gulyás, Krivokapic 5 | (9 – 17) | Alberto Entrerríos, González 7 | Asistență: 3,800 Arbitri: Reisinger, Kaschütz |
| 20 ianuarie 20:15 | 6× 2×                | Report   | 3× 4×                          | Asistență: 3,800 Arbitri: Reisinger, Kaschütz |

| 22 ianuarie 18:15 | Franța      | 24 − 24   | Spania                | Asistență: 3,800 Arbitri: Gousko, Repkin |
| 22 ianuarie 18:15 | Karabatić 5 | (10 – 10) | Aguinagalde, Garcia 6 | Asistență: 3,800 Arbitri: Gousko, Repkin |
| 22 ianuarie 18:15 | 4×          | Report    | 3×                    | Asistență: 3,800 Arbitri: Gousko, Repkin |

| 22 ianuarie 20:15 | Ungaria   | 26 − 33   | Cehia    | Asistență: 4,000 Arbitri: Olesen, Pedersen |
| 22 ianuarie 20:15 | Császár 6 | (13 – 14) | Jicha 14 | Asistență: 4,000 Arbitri: Olesen, Pedersen |
| 22 ianuarie 20:15 | 6× 3×     | Report    | 4× 3×    | Asistență: 4,000 Arbitri: Olesen, Pedersen |

## Runda Principală
|  | Echipele calificate în semifinală   |
|  | Echipele care joacă pt lucurile 5-6 |
|  | Echipele eliminate din turneu       |

### Grupa I
Locația: Stadthalle, Viena
| Echipa    | M | V | E | Î | GM  | GP  | G   | Pct |
| --------- | - | - | - | - | --- | --- | --- | --- |
| Croația   | 5 | 4 | 1 | 0 | 134 | 123 | +11 | 9   |
| Islanda   | 5 | 3 | 2 | 0 | 163 | 149 | +14 | 8   |
| Danemarca | 5 | 3 | 0 | 2 | 136 | 134 | +2  | 6   |
| Norvegia  | 5 | 2 | 0 | 3 | 138 | 135 | +3  | 4   |
| Austria   | 5 | 1 | 1 | 3 | 147 | 156 | −9  | 3   |
| Rusia     | 5 | 0 | 0 | 5 | 140 | 161 | −21 | 0   |

| 25 ianuarie 16:00 | Croația  | 26 – 26   | Islanda      | Asistență: 6,800 Arbitri: Horacek, Novotny |
| 25 ianuarie 16:00 | Čupić 5  | (12 – 15) | Stefánsson 7 | Asistență: 6,800 Arbitri: Horacek, Novotny |
| 25 ianuarie 16:00 | 5× 3× 1× | Report    | 9× 3× 1×     | Asistență: 6,800 Arbitri: Horacek, Novotny |

| 25 ianuarie 18:00 | Norvegia          | 30 – 27   | Austria     | Asistență: 6,800 Arbitri: Lazaar, Reveret |
| 25 ianuarie 18:00 | Myrhol, Tvedten 6 | (12 – 11) | Schlinger 6 | Asistență: 6,800 Arbitri: Lazaar, Reveret |
| 25 ianuarie 18:00 | 2× 3×             | Report    | 7× 3× 1×    | Asistență: 6,800 Arbitri: Lazaar, Reveret |

| 25 ianuarie 20:15 | Rusia      | 28 – 34   | Danemarca               | Asistență: 6,800 Arbitri: Muro, Rodriguez |
| 25 ianuarie 20:15 | Igropulo 6 | (13 – 18) | Christiansen, Knudsen 6 | Asistență: 6,800 Arbitri: Muro, Rodriguez |
| 25 ianuarie 20:15 | 3× 1×      | Report    | 4×                      | Asistență: 6,800 Arbitri: Muro, Rodriguez |

| 26 ianuarie 16:00 | Rusia      | 30 – 38   | Islanda                 | Asistență: 4,000 Arbitri: Lazaar, Reveret |
| 26 ianuarie 16:00 | Chipurin 7 | (10 – 19) | Guðjónsson, Petersson 7 | Asistență: 4,000 Arbitri: Lazaar, Reveret |
| 26 ianuarie 16:00 | 6× 3×      | Report    | 6× 3×                   | Asistență: 4,000 Arbitri: Lazaar, Reveret |

| 26 ianuarie 18:00 | Croația | 26 – 23   | Austria              | Asistență: 8,000 Arbitri: Canbro, Claesson |
| 26 ianuarie 18:00 | Čupić 6 | (11 – 10) | Schlinger, Szilágy 5 | Asistență: 8,000 Arbitri: Canbro, Claesson |
| 26 ianuarie 18:00 | 3× 2×   | Report    | 4× 1×                | Asistență: 8,000 Arbitri: Canbro, Claesson |

| 26 ianuarie 20:15 | Norvegia   | 23 – 24   | Danemarca                         | Asistență: 7,000 Arbitri: Methe, Methe |
| 26 ianuarie 20:15 | Kjelling 7 | (15 – 11) | Eggert Jensen, Hansen, Lindberg 5 | Asistență: 7,000 Arbitri: Methe, Methe |
| 26 ianuarie 20:15 | 4× 3×      | Report    | 6× 3×                             | Asistență: 7,000 Arbitri: Methe, Methe |

| 28 ianuarie 16:00 | Norvegia  | 34 – 35   | Islanda    | Asistență: 7,000 Arbitri: Muro, Rodriguez |
| 28 ianuarie 16:00 | Tvedten 7 | (16 – 18) | Atlason 10 | Asistență: 7,000 Arbitri: Muro, Rodriguez |
| 28 ianuarie 16:00 | 5× 3×     | Report    | 5× 3×      | Asistență: 7,000 Arbitri: Muro, Rodriguez |

| 28 ianuarie 18:00 | Rusia      | 30 – 31   | Austria                        | Asistență: 8,200 Arbitri: Methe, Methe |
| 28 ianuarie 18:00 | Chipurin 7 | (15 – 17) | Weber, Wilczynski, Schlinger 6 | Asistență: 8,200 Arbitri: Methe, Methe |
| 28 ianuarie 18:00 | 11× 3×     | Report    | 9× 3×                          | Asistență: 8,200 Arbitri: Methe, Methe |

| 28 ianuarie 20:15 | Croația  | 27 – 23   | Danemarca         | Asistență: 9,000 Arbitri: Horacek, Novotny |
| 28 ianuarie 20:15 | Buntić 8 | (14 – 11) | Hansen, Knudsen 5 | Asistență: 9,000 Arbitri: Horacek, Novotny |
| 28 ianuarie 20:15 | 6× 4×    | Report    | 6× 3×             | Asistență: 9,000 Arbitri: Horacek, Novotny |

### Grupa II
Locația: Olympiaworld, Innsbruck
| Echipa   | M | V | E | Î | GM  | GP  | G   | Pct |
| -------- | - | - | - | - | --- | --- | --- | --- |
| Franța   | 5 | 4 | 1 | 0 | 135 | 118 | +17 | 9   |
| Polonia  | 5 | 3 | 1 | 1 | 148 | 144 | +4  | 7   |
| Spania   | 5 | 3 | 1 | 1 | 152 | 133 | +19 | 7   |
| Cehia    | 5 | 1 | 1 | 3 | 142 | 154 | −12 | 3   |
| Germania | 5 | 0 | 2 | 3 | 127 | 136 | −9  | 2   |
| Slovenia | 5 | 0 | 2 | 3 | 159 | 178 | −19 | 2   |

| 24 ianuarie 16:30 | Germania | 22 – 24   | Franța | Asistență: 8,200 Arbitri: Din, Dinu |
| 24 ianuarie 16:30 | Jansen 5 | (10 – 12) | Joli 7 | Asistență: 8,200 Arbitri: Din, Dinu |
| 24 ianuarie 16:30 | 4× 3×    | Report    | 1× 4×  | Asistență: 8,200 Arbitri: Din, Dinu |

| 24 ianuarie 18:30 | Polonia   | 32 – 26  | Spania   | Asistență: 7,700 Arbitri: Olesen, Pedersen |
| 24 ianuarie 18:30 | Jurecki 6 | (13 – 9) | Romero 8 | Asistență: 7,700 Arbitri: Olesen, Pedersen |
| 24 ianuarie 18:30 | 5× 3×     | Report   | 2×       | Asistență: 7,700 Arbitri: Olesen, Pedersen |

| 24 ianuarie 20:30 | Slovenia    | 35 – 37   | Cehia    | Asistență: 5,600 Arbitri: Kaschütz, Reisinger |
| 24 ianuarie 20:30 | Kavtičnik 8 | (12 – 21) | Jicha 12 | Asistență: 5,600 Arbitri: Kaschütz, Reisinger |
| 24 ianuarie 20:30 | 3×          | Report    | 6× 3×    | Asistență: 5,600 Arbitri: Kaschütz, Reisinger |

| 26 ianuarie 16:15 | Slovenia            | 28 – 37   | Franța    | Asistență: 4,500 Arbitri: Olesen, Pedersen |
| 26 ianuarie 16:15 | Kavtičnik, Žvižej 6 | (18 – 17) | Guigou 10 | Asistență: 4,500 Arbitri: Olesen, Pedersen |
| 26 ianuarie 16:15 | 4× 3×               | Report    | 3×        | Asistență: 4,500 Arbitri: Olesen, Pedersen |

| 26 ianuarie 18:15 | Germania     | 20 – 25  | Spania  | Asistență: 7,000 Arbitri: Nikolic, Stojkovic |
| 26 ianuarie 18:15 | Gensheimer 5 | (9 – 14) | Tomás 6 | Asistență: 7,000 Arbitri: Nikolic, Stojkovic |
| 26 ianuarie 18:15 | 4× 3×        | Report   | 6× 3×   | Asistență: 7,000 Arbitri: Nikolic, Stojkovic |

| 26 ianuarie 20:15 | Polonia    | 35 – 34   | Cehia   | Asistență: 5,100 Arbitri: Abrahamsen, Kristiansen |
| 26 ianuarie 20:15 | Bielecki 7 | (18 – 19) | Jicha 7 | Asistență: 5,100 Arbitri: Abrahamsen, Kristiansen |
| 26 ianuarie 20:15 | 1× 3×      | Report    | 3×      | Asistență: 5,100 Arbitri: Abrahamsen, Kristiansen |

| 28 ianuarie 16:30 | Germania   | 26 – 26   | Cehia   | Asistență: 5,200 Arbitri: Abrahamsen, Kristiansen |
| 28 ianuarie 16:30 | Kaufmann 7 | (16 – 14) | Jicha 6 | Asistență: 5,200 Arbitri: Abrahamsen, Kristiansen |
| 28 ianuarie 16:30 | 2×         | Report    | 4× 3×   | Asistență: 5,200 Arbitri: Abrahamsen, Kristiansen |

| 28 ianuarie 18:30 | Slovenia | 32 – 40   | Spania        | Asistență: 6,400 Arbitri: Din, Dinu |
| 28 ianuarie 18:30 | Žvižej 9 | (14 – 20) | Entrerrios 11 | Asistență: 6,400 Arbitri: Din, Dinu |
| 28 ianuarie 18:30 | 2× 3×    | Report    | 4× 3×         | Asistență: 6,400 Arbitri: Din, Dinu |

| 28 ianuarie 20:30 | Polonia    | 24 – 29   | Franța                | Asistență: 7,000 Arbitri: Nikolic, Stojkovic |
| 28 ianuarie 20:30 | Bielecki 5 | (10 – 15) | Narcisse, Sorhaindo 6 | Asistență: 7,000 Arbitri: Nikolic, Stojkovic |
| 28 ianuarie 20:30 | 4×         | Report    | 1× 3×                 | Asistență: 7,000 Arbitri: Nikolic, Stojkovic |

## Runda Finală
Locatia: Stadthalle, Viena
|  | Semifinal                   | Semifinal                   |    |                             | Finala                      | Finala |  |
|  |                             |                             |    |                             |                             |        |  |
|  | 30 ianuarie - 14:00 (Viena) |                             |    |                             |                             |        |  |
|  | Islanda                     | 28                          |    |                             |                             |        |  |
|  | Franța                      | 36                          |    |                             |                             |        |  |
|  |                             |                             |    |                             |                             |        |  |
|  |                             |                             |    |                             | 31 ianuarie - 17:30 (Viena) |        |  |
|  |                             |                             |    |                             | Franța                      | 25     |  |
|  |                             | Croația                     | 21 |                             |                             |        |  |
|  |                             |                             |    |                             |                             |        |  |
|  |                             |                             |    |                             |                             |        |  |
|  |                             |                             |    |                             | Finala Mică                 |        |  |
|  | 30 ianuarie - 16:30 (Viena) | 30 ianuarie - 16:30 (Viena) |    | 31 ianuarie - 15:00 (Viena) | 31 ianuarie - 15:00 (Viena) |        |  |
|  | Croația                     | 24                          |    | Islanda                     | 29                          |        |  |
|  | Polonia                     | 21                          |    |                             | Polonia                     | 26     |  |

| Campionatul European de Handbal Masculin 2010 Franța Al Doilea Titlu |

## Locul 5/6
| 30 11:30 | Danemarca | 34 – 27   | Spania     | Asistență: 4,000 Arbitri: Reisinger, Kaschütz |
| 30 11:30 | Laen 8    | (18 – 13) | Malmagro 7 | Asistență: 4,000 Arbitri: Reisinger, Kaschütz |
| 30 11:30 | 6× 2×     | Report    | 4× 2×      | Asistență: 4,000 Arbitri: Reisinger, Kaschütz |

### Semifinals
| 30 14:00 | Islanda      | 28 – 36   | Franța      | Asistență: 9,000 Arbitri: Olesen, Pedersen |
| 30 14:00 | Pálmarsson 6 | (14 – 16) | Karabatić 9 | Asistență: 9,000 Arbitri: Olesen, Pedersen |
| 30 14:00 | 4× 3×        | Report    | 4× 3×       | Asistență: 9,000 Arbitri: Olesen, Pedersen |

| 30 16:30 | Croația | 24 – 21  | Polonia   | Asistență: 11,000 Arbitri: Abrahamsen, Kristiansen |
| 30 16:30 | Čupić 6 | (9 – 10) | Jurecki 7 | Asistență: 11,000 Arbitri: Abrahamsen, Kristiansen |
| 30 16:30 | 4× 3×   | Report   | 3×        | Asistență: 11,000 Arbitri: Abrahamsen, Kristiansen |

### Finala Mică
| 31 15:00 | Polonia                              | 26 – 29   | Islanda      | Asistență: 9,000 Arbitri: Lazaar, Reveret |
| 31 15:00 | B. Jurecki, M. Jurecki, Tłuczyński 4 | (10 – 18) | Sigurðsson 8 | Asistență: 9,000 Arbitri: Lazaar, Reveret |
| 31 15:00 | 8× 3×                                | Report    | 4× 3×        | Asistență: 9,000 Arbitri: Lazaar, Reveret |

### Finala
| 31 17:30 | Croația  | 21 – 25   | Franța      | Asistență: 11,000 Arbitri: Methe, Methe |
| 31 17:30 | Zrnić 7  | (12 – 12) | Karabatić 6 | Asistență: 11,000 Arbitri: Methe, Methe |
| 31 17:30 | 3× 4× 1× | Report    | 3× 4×       | Asistență: 11,000 Arbitri: Methe, Methe |

## Clasament și Statistici
| \| \| Franța \| \| \| Croația \| \| \| Islanda \| \| 4 \| Polonia \| \| 5 \| Danemarca \| \| 6 \| Spania \| \| 7 \| Norvegia \| \| 8 \| Cehia \| \| 9 \| Austria \| \| 10 \| Germania \| \| 11 \| Slovenia \| \| 12 \| Rusia \| \| 13 \| Serbia \| \| 14 \| Ungaria \| \| 15 \| Suedia \| \| 16 \| Ucraina \| - Portar: Sławomir Szmal (POL) - Extremă stânga: Manuel Štrlek (CRO) - Stânga spate: Filip Jicha (CZE) - Playmaker: Nikola Karabatic (FRA) - Pivot: Igor Vori (CRO) - Dreapta spate: Ólafur Stefánsson (ISL) - Extremă dreapta: Luc Abalo (FRA) - Cel mai bun jucător de Apărare : Jakov Gojun (CRO) - Cel mai bun jucător: Filip Jícha (CZE) Source: ehf-euro.com |           |
| | Franța    |
| | Croația   |
| | Islanda   |
| 4 | Polonia   |
| 5 | Danemarca |
| 6 | Spania    |
| 7 | Norvegia  |
| 8 | Cehia     |
| 9 | Austria   |
| 10 | Germania  |
| 11 | Slovenia  |
| 12 | Rusia     |
| 13 | Serbia    |
| 14 | Ungaria   |
| 15 | Suedia    |
| 16 | Ucraina   |

| Locul | Numele             | Echipa    | Suturi | Salvate | %  | MP |
| ----- | ------------------ | --------- | ------ | ------- | -- | -- |
| 1     | Sławomir Szmal     | Polonia   | 316    | 123     | 39 | 8  |
| 2     | Thierry Omeyer     | Franța    | 301    | 113     | 38 | 8  |
| 3     | Mirko Alilović     | Croația   | 271    | 98      | 36 | 8  |
| 3     | Mattias Andersson  | Suedia    | 64     | 23      | 36 | 3  |
| 5     | Thomas Bauer       | Austria   | 58     | 20      | 34 | 6  |
| 5     | Johannes Bitter    | Germania  | 195    | 67      | 34 | 6  |
| 5     | Martin Galia       | Cehia     | 174    | 59      | 34 | 6  |
| 5     | Silvio Heinevetter | Germania  | 56     | 19      | 34 | 6  |
| 5     | Kasper Hvidt       | Danemarca | 176    | 59      | 34 | 7  |
| 5     | Gennadiy Komok     | Ucraina   | 83     | 28      | 34 | 3  |

| Rank | Numele                   | Echipa   | Șuturi | Goluri | %  | MP |
| ---- | ------------------------ | -------- | ------ | ------ | -- | -- |
| 1    | Filip Jícha              | Cehia    | 88     | 53     | 60 | 6  |
| 2    | Luka Žvižej              | Slovenia | 64     | 41     | 64 | 6  |
| 3    | Nikola Karabatic         | Franța   | 73     | 40     | 55 | 8  |
| 4    | Arnór Atlason            | Islanda  | 66     | 39     | 59 | 8  |
| 4    | Guðjón Valur Sigurðsson  | Islanda  | 62     | 39     | 63 | 8  |
| 4    | Håvard Tvedten           | Norvegia | 58     | 39     | 67 | 6  |
| 7    | Ivan Čupić               | Croația  | 53     | 36     | 68 | 8  |
| 7    | Snorri Steinn Guðjónsson | Islanda  | 56     | 36     | 64 | 8  |
| 9    | Konstantin Igropulo      | Rusia    | 60     | 35     | 58 | 6  |
| 10   | Róbert Gunnarsson        | Islanda  | 44     | 34     | 77 | 8  |

## Clasament final
| Poz. | Echipă    |
| ---- | --------- |
| 1.   | Franța    |
| 2.   | Croația   |
| 3.   | Islanda   |
| 4.   | Polonia   |
| 5.   | Danemarca |
| 6.   | Spania    |
| 7.   | Norvegia  |
| 8.   | Cehia     |
| 9.   | Austria   |
| 10.  | Germania  |
| 11.  | Slovenia  |
| 12.  | Rusia     |
| 13.  | Serbia    |
| 14.  | Ungaria   |
| 15.  | Suedia    |
| 16.  | Ucraina   |